# Vittorio Moccagatta
Vittorio Moccagatta (Bologna, 11 novembre 1903 – Malta, 26 luglio 1941) è stato un militare italiano.
Prestò servizio nella Regia Marina durante la seconda guerra mondiale come Comandante dei Mezzi d'Assalto di superficie, venendo decorato con la Medaglia d'Oro al Valor Militare alla memoria.

## Biografia
Dopo aver frequentato la Regia Accademia Navale di Livorno, conseguì la sua prima nomina nel 1922, a Guardiamarina, per poi essere promosso a Sottotenente di Vascello l'anno successivo. Tre anni dopo venne promosso a Tenente di Vascello e imbarcato sul cacciatorpediniere Insidioso. Il 1º settembre 1934 passò poi sul sommergibile Ciro Menotti assumendone il comando; partecipò inoltre, durante la guerra di Spagna, ad alcune missioni speciali, affondando il 31 gennaio 1937 la motonave Delfin.
Decorato con una Medaglia d'argento al valor militare, in quello stesso anno gli venne affidato il comando del Battaglione San Marco di stanza nella città cinese di Tientsin e un anno dopo, ritornato in Patria, del cacciatorpediniere Saetta, prima di essere assegnato al Ministero della Marina. Il 1º luglio 1939 fu promosso Capitano di Fregata.
Nel corso della seconda guerra mondiale, dopo la cattura del capitano di fregata Mario Giorgini, comandante della 1ª Flottiglia MAS e del reparto mezzi speciali, ne divenne il nuovo comandante. Su sua proposta, dal 15 marzo 1941, al reparto venne dato il nome di copertura di Xª Flottiglia MAS.  Il gruppo dei mezzi speciali fu diviso in reparto subacqueo e in reparto di superficie. Al comando del primo fu posto Junio Valerio Borghese, a capo del secondo il Capitano di Corvetta Giorgio Giobbe, mentre egli conservò il comando centrale su entrambi.
Organizzò il primo successo dei nuovi mezzi d'assalto della Regia Marina, l'operazione di attacco alla baia di Suda effettuata all'alba del 26 marzo 1941 da sei barchini esplosivi MTM che portò all'affondamento dell'incrociatore pesante York e della nave cisterna Pericles da 8.324 tsl.
Il 26 luglio 1941, a bordo del MAS 452, durante il rientro alla base di Augusta dall'azione di Malta, viene ucciso insieme con tutto l'equipaggio dalle raffiche di mitragliatrice di un caccia Hurricane. Tutta l'aviazione presente nell'isola era decollata da Malta per reagire all'attacco italiano.
Dopo la sua morte la Xª Flottiglia MAS intitolò a suo nome il Reparto di superficie dei Mezzi d'Assalto e a Teseo Tesei quello del Reparto Subacqueo perché il sacrificio dei migliori fosse di esempio, e il ricordo delle loro gesta incitamento e guida per i continuatori della loro opera.
Fu anche scrittore: tra le numerose pubblicazioni, si nota una sintesi storica sulla Marina Italiana dal 1815 alla formazione del Regno d'Italia.